# Cykelns historia

Cykelns utveckling:
1 - dressin av Karl Drais
2 - benskakare med vevlager och pedaler av Pierre Michaux
3 - velociped av Thomas McCall
4 - höghjuling av James Starley
5 - säkerhetscykel av John Kemp Starley
6 - cykel med femkantsram
7 - racercykel
8 - mountainbike

Cykeln utvecklades framför allt under de tre sista decennierna av 1800-talet. Vid ingången av 1900-talet hade cykeln fått ett utseende, som i stort stått sig i tid.

## Tidig historia
Runt år 1600 skedde experiment med cykelliknande fordon, varav de flesta hade tre-fem hjul, vilket gjorde dem tämligen svåra att styra. 
En allmän uppfattning har varit att upphovet till den moderna velocipeden var célérifère (snabbförare), en uppfinning av fransmannen de Sivrac i Paris från 1790. Denna bestod av två efter varandra ställda trähjul, förenade med ett trästycke, över vilket man satt gränsle och gav fart med sparkar i marken. Redskapet fick snart det nya namnet vélocifère. Detta lär dock vara en påhittad historia av journalisten Louis Baudry de Saunier i  boken Histoire de la Velocipedie, 1891.

## Dressiner

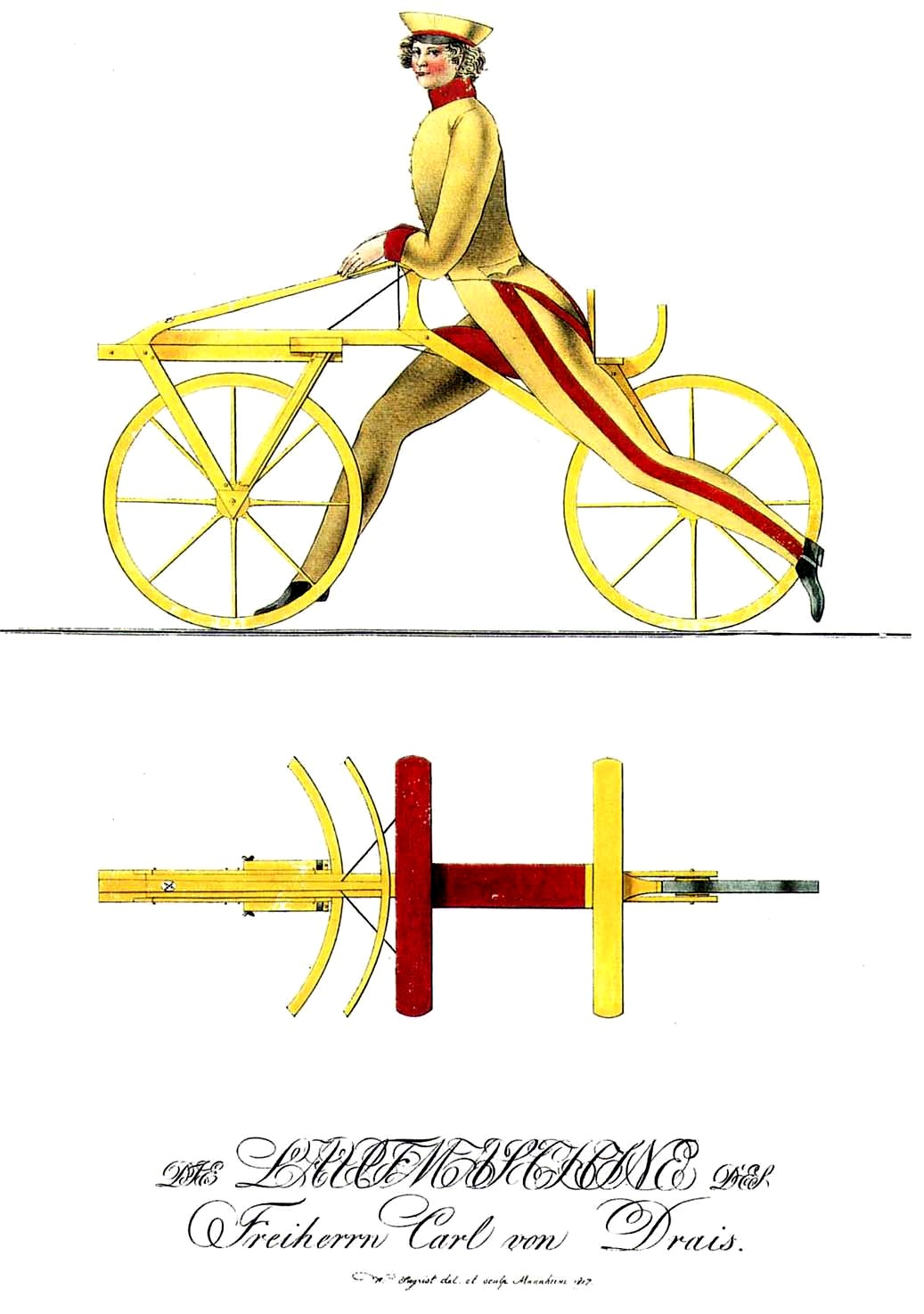
Karl Drais Laufmaschine, 1817.

Tysken Karl Drais utvecklade omkring 1817 ett tvåhjuligt fordon med styrning av framhjulet. Tekniken att ta sig fram var densamma som för snabblöparen, nämligen att sparka sig fram sittande. Den första beskrivna turen skedde från Mannheim den 12 juni 1817. Januari 1818 fick Drais patent på uppfinningen, som han kallade "Laufmaschine" och som allmänt kom att kallas
"Draisine" (svenska: Dressin) efter sin uppfinnare. Karl Drais "dressin" slog snabbt igenom internationellt, främst som en modefluga bland förmögna. Störst popularitet fick den i Paris och London kring åren 1818–1819.
Drais patenterade inte sin uppfinning i England. Det gjorde istället vagnmakaren Denis Johnson i London, som kopierade och förbättrade konstruktionen 1818. Denis Johnson gjorde sin dressin med en stålram för att minska vikten. Hans konstruktion rönte framgång i England, där den kallades hobby horse ("käpphäst") eller dandy horse.

## Velocipeder

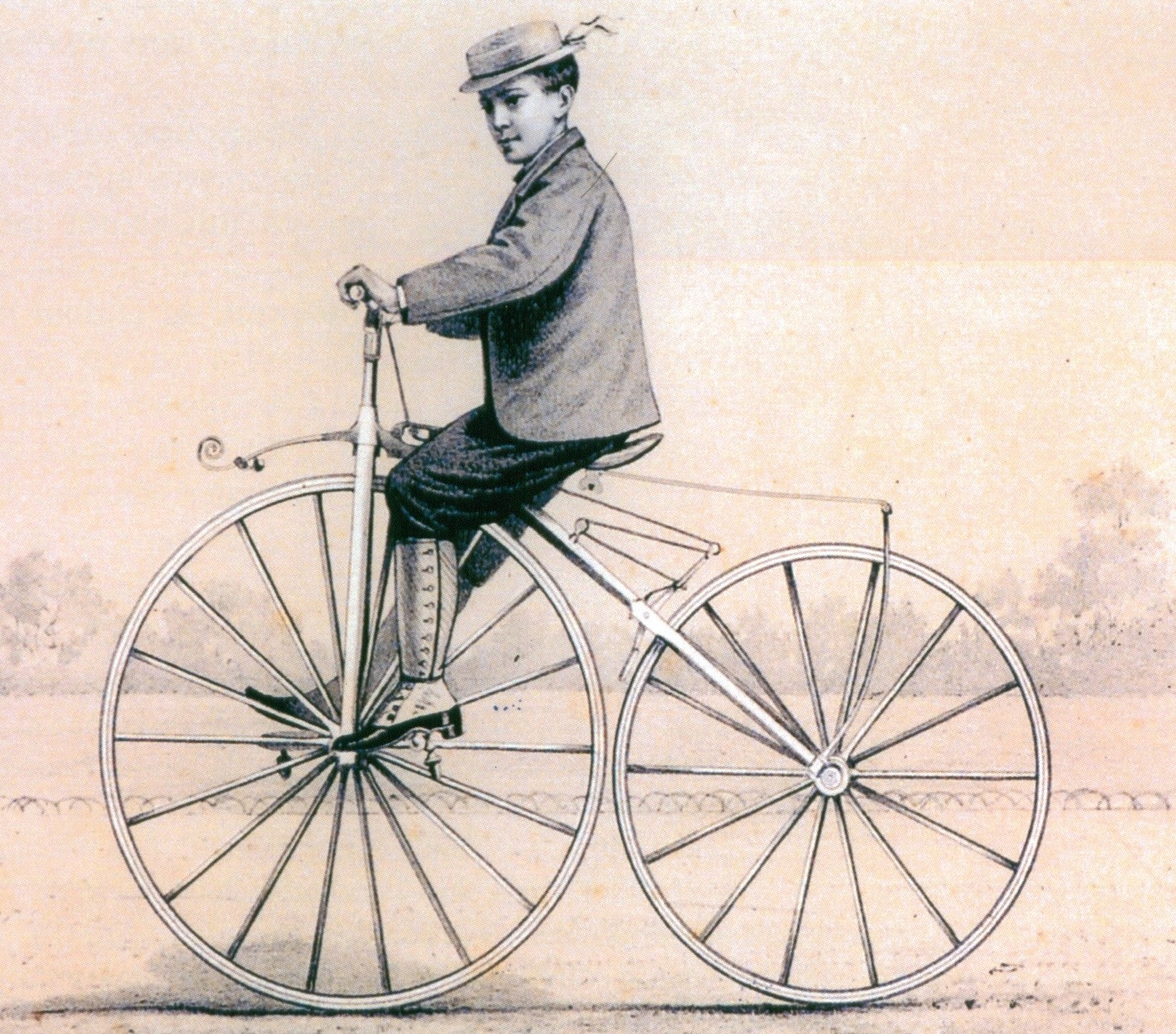
Pierre Michaux velociped, 1868.

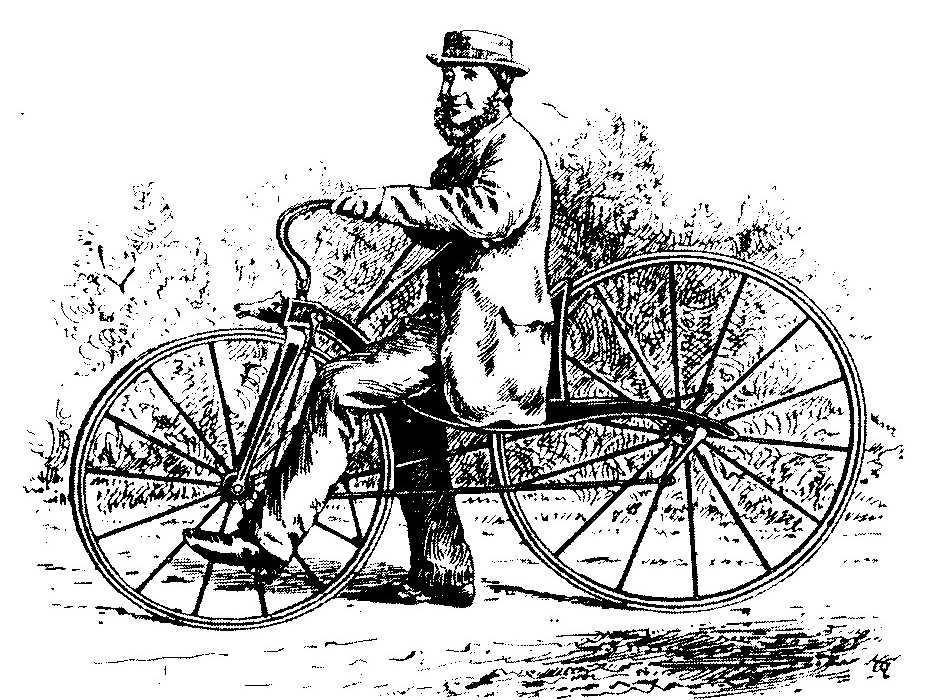
Xylografi av Thomas McCall på sin velociped från en cykeltidskrift 1892.

Utvecklingen av det som slutligen skulle bli den moderna cykeln kom att ta både små och stora kliv blandat med många år av stiltje i utvecklingen. Nästa stora utvecklingssteg som följde dressinen var implementeringen av pedaler som, utan kedja, drev antingen fram- eller bakhjul genom olika metoder. Detta tillåter föraren att rida på cykeln med fötterna ovan marken och gör det mindre kraftödande att driva fordonet. Dessa typer av konstruktioner kallas vanligen velociped, från franskans "vélocipède", men benämningen har historiskt varit synonym till cykel. Ett annat namn för typen har varit trampmaskin.
Det är oklart vem som var först med pedaldrivna hjul på cyklar, men de första konstruktionerna med säkra belägg uppfanns på 1860-talet. Omkring 1861 monterade den franske vagnmakaren Pierre Michaux vevarmar och pedaler på framhjulet till en dressin som han reparerade till en kund. Om Michaux var först med detta, är inte helt klart. En annan fransman, Pierre Lallement, hade självständigt kommit på konstruktionen ungefär samtidigt, men byggde ett exempel först 1863. Lallement flyttade 1865 till USA och tog patent på sin konstruktion där 1866. Michaux anlade den första velocipedfakbriken vid mitten av 1860-talet.
År 1867 tog färgerifabrikör Fredrik Runstedt i Vrigstad initiativ till att tillverka en pedaldriven velociped med hjälp av vagnsmeden Johan Håkansson och smeden Hans Johan Karlsson, båda från Vrigstad. I folkmun kallades velocipeden "Runstedts träbult". Vrigstadcykeln hade styrinrättning och tramporna roterade kring sin egen axel, vilket var unika konstruktioner för sin tid. Cykeln finns bevarad i Nordiska museets samlingar och dokumenterades i Östgöta Correspondenten 1899.
Samma år var vagnmakaren Johan Wilhelm Östberg på Världsutställningen i Paris 1867 och såg där Pierre Michauxs pedalcykel. Han började omedelbart tillverka fyra egna velocipeder, som han kallade "östbergare" och ställde ut på Berns salonger 1869. Detta blev starten för en svensk hantverksamässig serieproduktion. Minst 150 "östbergare" tillverkades.
Vissa uppgifter tyder på att den första pedalcykeln uppfanns redan 1839–1840 av den skotske smeden Kirkpatrick MacMillan. Denna konstruktion hade, likt en trampbil, vevstakar på bakhjulet som drevs av pedalförsedda hävstänger framtill. Enligt en sägen ska MacMillan under en cykeltur till en närbelägen stad ha råkat köra omkull ett nyfiket barn och blivit världens första bötfällda cyklist. Det saknas dock belägg för att MacMillan skulle ha uppfunnit ett sådant fordon vid denna tid. utan de första beläggen för MacMillans uppfinning kommer från 1870-talet, efter att skotten Thomas McCall självständigt ska ha uppfunnit ett sådant fordon 1869. Påståendet om MacMillans uppfinning spreds huvudsakligen av hans systerson James Johnston, som stod för marknadsföring av McCalls velociped.

## Höghjulingar, flerhjuligar och "känguruer"
På de pedaldrivna velocipederna okades diametern på framhjulet i syfte att öka hastigheten. Stålet fick även en allt större betydelse i produktionen, vilket ledde till höghjulingen, en velociped med stort framhjul och litet bakhjul.
Den första serietillverkade höghjulingen i helmetall började produceras i England 1870. Industrimannen James Starley, som 1870 fick patent på en höghjulingen "Ariel". Den vägde 22,5 kg och var den första cykeln med normalt ekrade hjul.
År 1874 fanns i England över 20 tillverkare av höghjulingar. Framhjulens diameter på en "ordinary" var fem fot (152,4 cm) för att få maximal hastighet. Detta och att sadeln (och därmed hela ekipagets tyngdpunkt - det lilla bakhjulet utgjorde inte mycket motvikt) satt obetydligt bakom framnavet gjorde att cykeln lätt tippade framåt. En annan faktor i sammanhanget var att damer, i sina långa kjolar och klänningar inte kunde använda den, vilket dels gav upphov till ett nytt klädmode (bloomers) och dels till höghjulingar med fler hjul än två där ryttaren satt mellan två höga hjul och trampade. Cykling var i stor utsträckning ett sällskapsnöje och olika former av tandemfordon tillverkades även.
1883 kom den första allvarliga konkurrenten till den ordinära höghjulingen när firman Hillman, Herbert & Cooper i engelska Coventry lanserade sin Kangaroo. Denna hade ett framhjul som var tre fot (91,44 cm) i diameter i stället för fem. Genom att låta den vertikala framgaffeln fortsätta en fot under framnavet, och härigenom ha pedalerna på samma avstånd från sadeln som på en vanlig höghjuling, samt att förbinda pedalerna med framnavet via en kedjedriven utväxling på 5:3 färdades en Kangaroo samma sträcka på ett pedalvarv (cirka 4,8 m) som en ordinär höghjuling. Att sadeln kom två fot närmare marken minskade fallhöjden vid en eventuell olycka (och gjorde det lättare att komma både av och på fordonet) och ökade dessutom vinkeln mellan linjen från sadeln (ekipagets tyngdpunkt) till navet och lodlinjen vilket minskade risken för att störta över framhjulet. Bakhjulet var dessutom något större än på en ordinär höghjuling. Denna modell blev strax populär, speciellt när den 1884 satte nytt rekord på 100 engelska mil (160,9 km). En nackdel som den hade var att kedjorna (det var ju en på varje sida om hjulet eftersom de båda pedalerna inte satt på en gemensam axel - denna skulle ju ha gått rakt igenom ekrarna) tenderade att töjas.

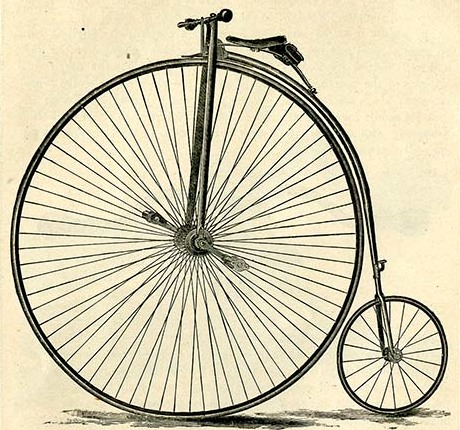
Tryckt bild på höghjuling ur en försäljningskatalog 1886.
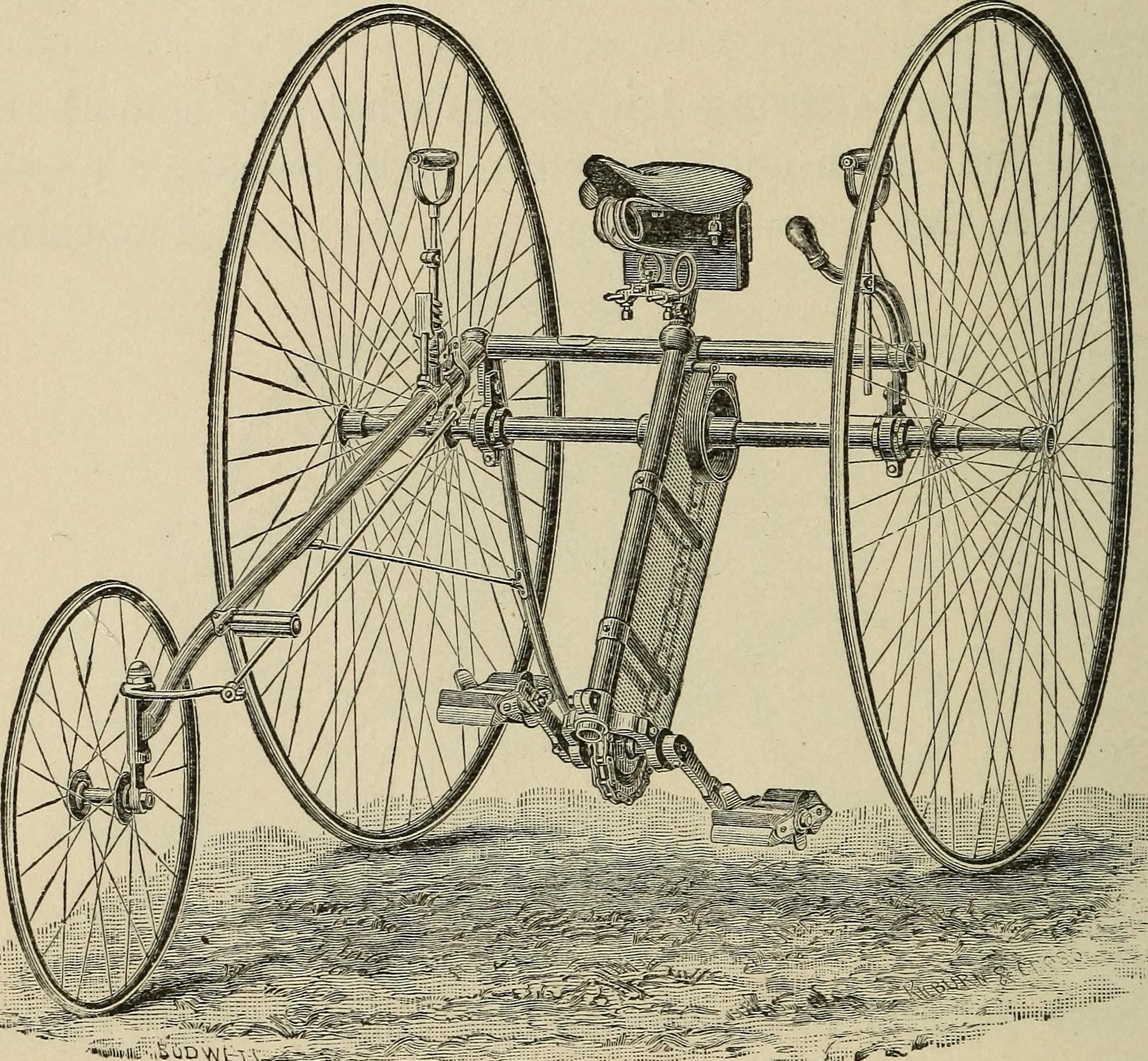
Trehjuling med styrhjulet rakt framför det högra drivhjulet (den kunde härigenom framföras på en väg med två hjulspår).
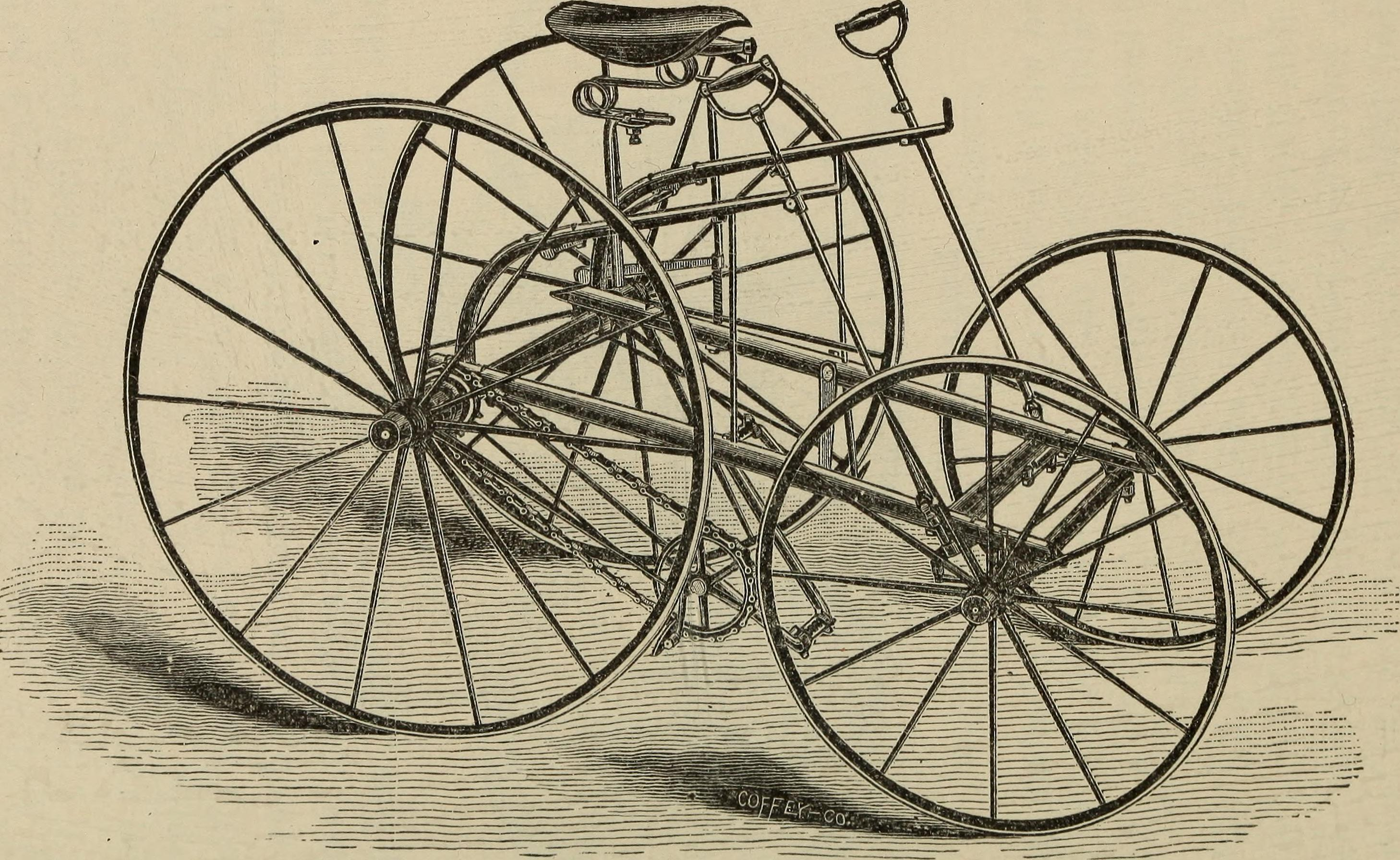
Fyrhjuling konstruerad av Sterling Elliot med två vredhantag för styrning.
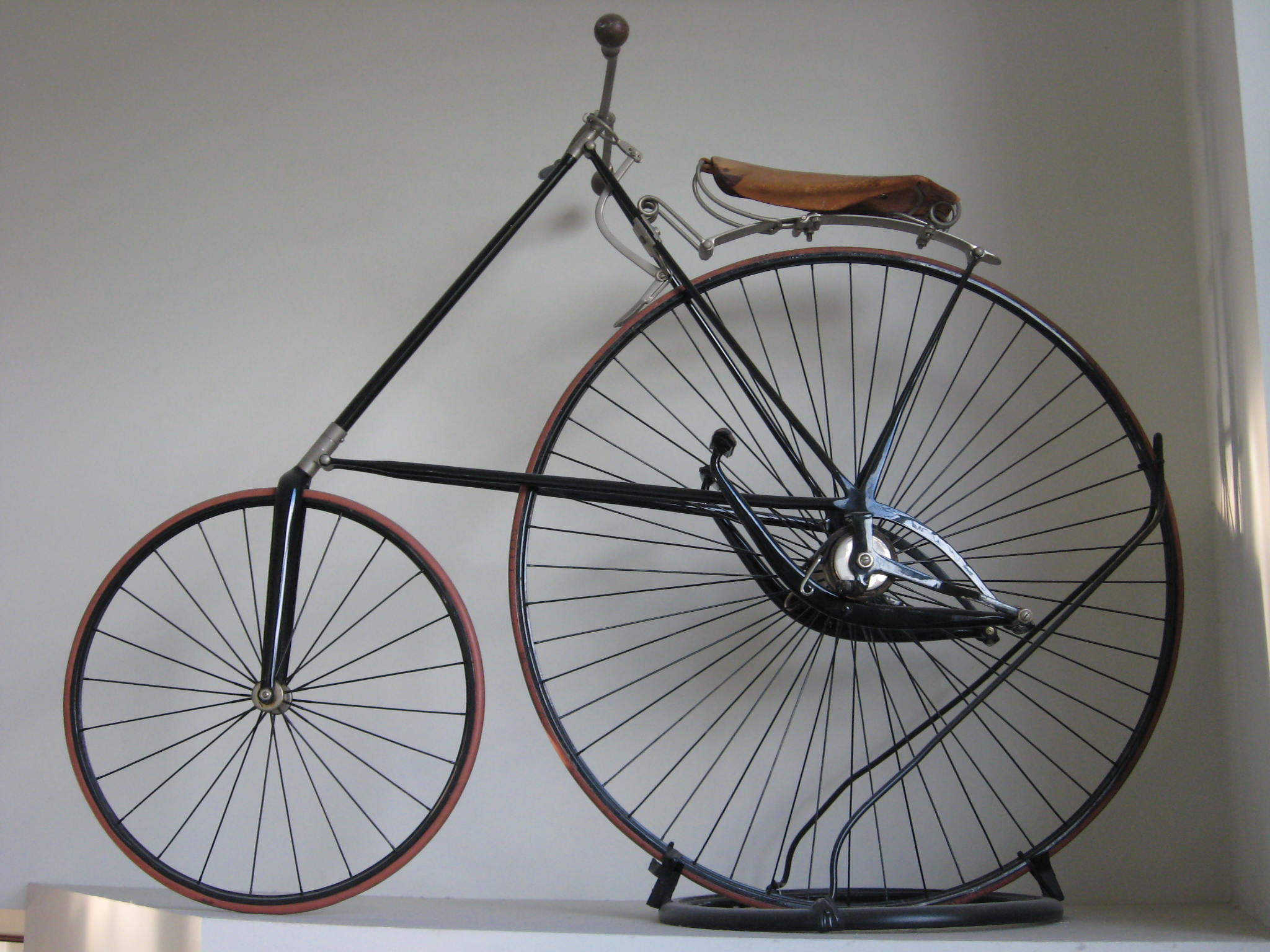
Amerikansk höghjuling modell Star (1881) med stora tramphjulet baktill. Utformningen minskade risken att falla framåt men ökade risken att stegra och falla bakåt i stället. Notera även pedalerna - se nästa bild.
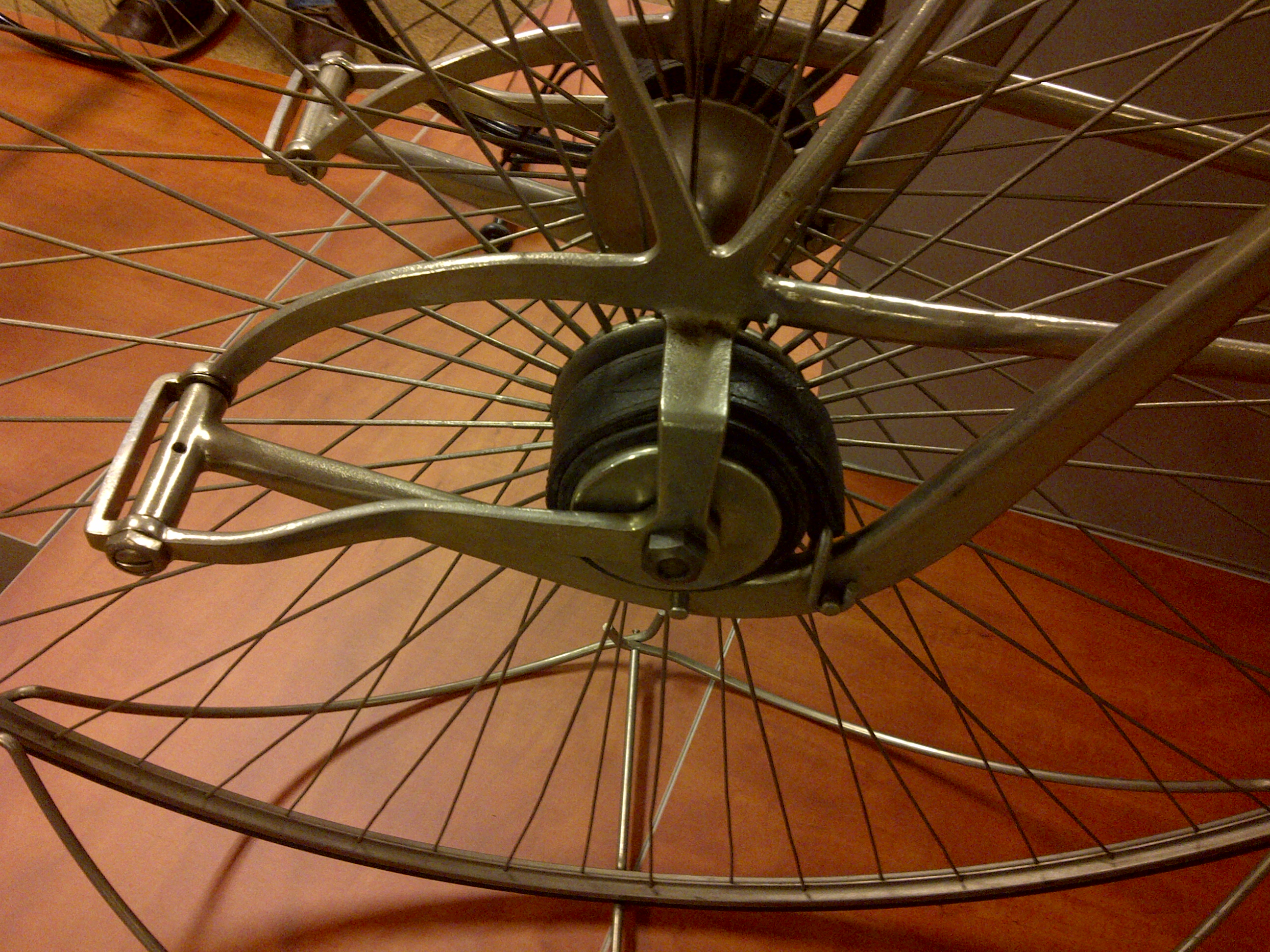
Pedalerna (utanför bildens högerkant) fungerar som hävstänger vilka genom läderremmar är kopplade till en spärrhjulsmekanism på navet och bara trampas ner och inte följer med runt (utan återgår med hjälp av en fjäder till sitt läge).
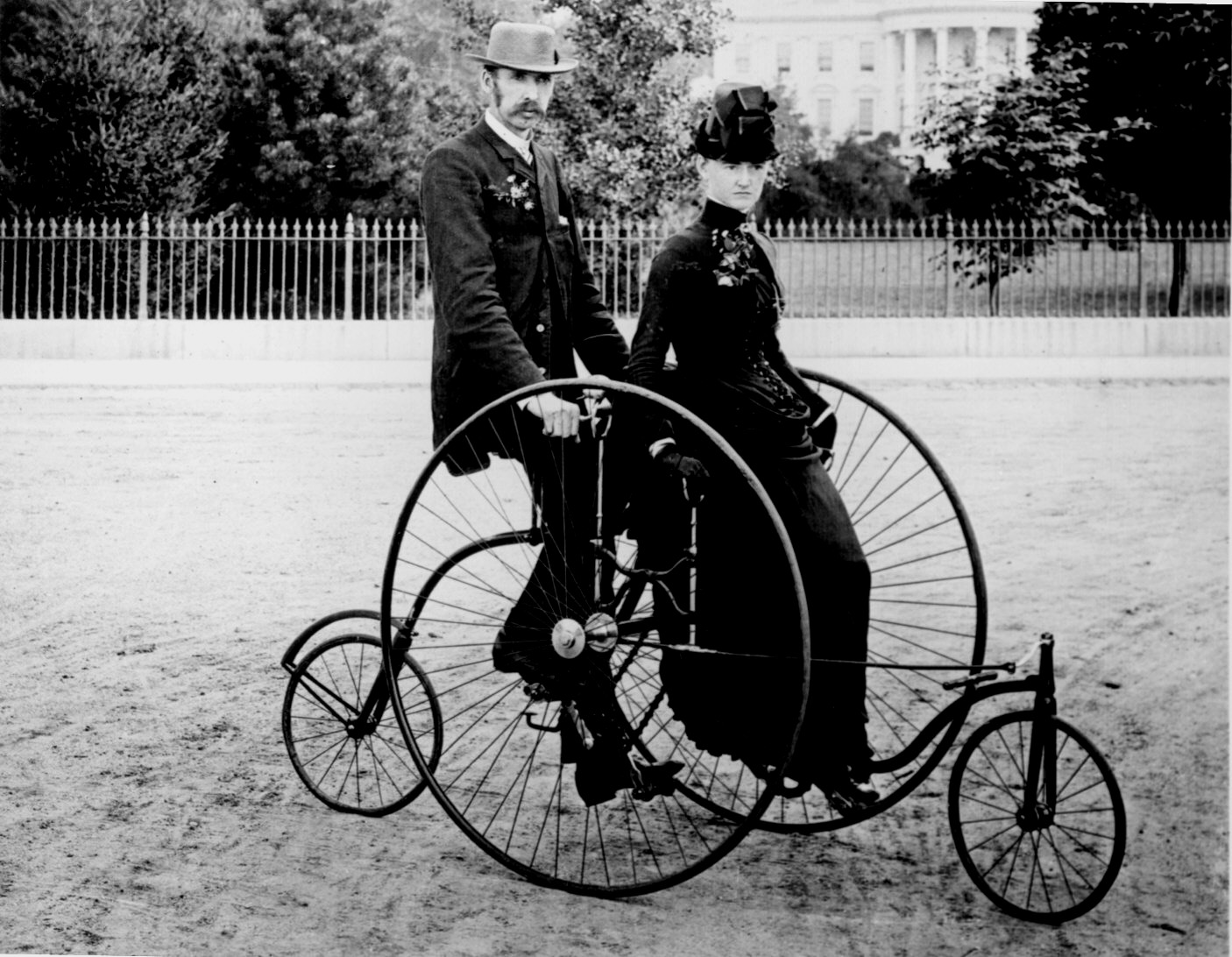
Fyrhjulig tandemcykel från 1886.
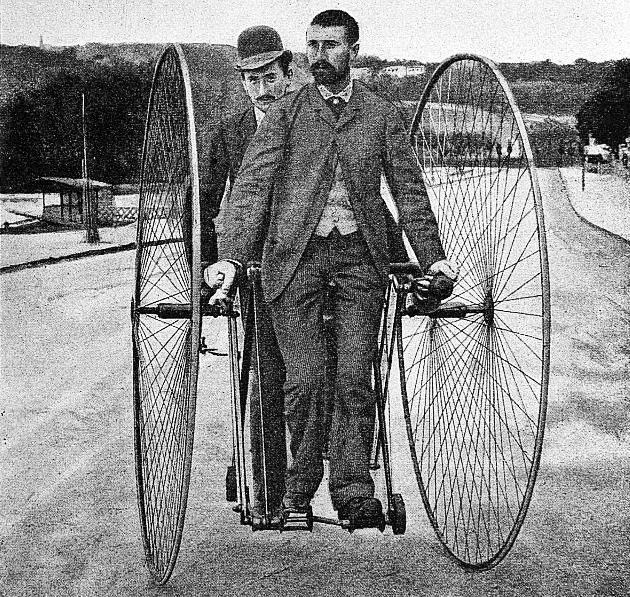
Tandem från 1893.
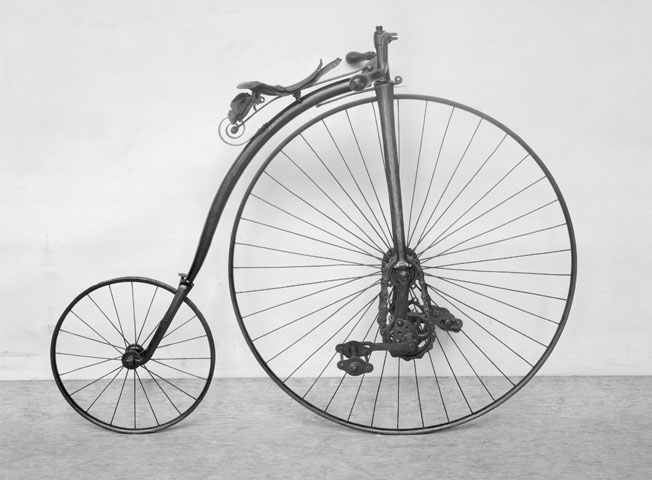
Kangaroo.

## Cyklar
År 1885 presenterade John Kemp Starley sin Rover II som anses vara den första moderna cykeln. Med kedjedrift på bakhjulet och olika storlek på dreven, liksom på The Kangaroo, fick man en motsvarande utväxling som höghjulingen. Därför fanns inget behov av ett större drivhjul för snabbare fart. Cykeln hade nu fått nästan lika stora hjul fram och bak. Olycksrisken minskade och "Säkerhetscykeln" var född. 1884, nästan samtidigt som Starley byggde sin första Rover (som hade "indirekt" styrning - styret var förbundet med den lodräta framgaffeln via stänger som överförde vridrörelsen - på Rover II lutade gaffeln och styret satt direkt på denna) hade en skotsk konstruktör, W. Macfarlane, konstruerat en i stort sett likadan cykel Marvel. Starleys Rover II slog Kangaroos rekord på 100 miles (och även det gamla rekordet på halva sträckan) och denna (plus otaliga kopior) tog sedan snabbt över marknaden från både The Kangaroo och de ordinära höghjulingarna. Redan 1887 var säkerhetscyklarna de mest efterfrågade modellerna i Storbritannien. Under de första åren varierade ramens utformning, men från 1890 dominerar den "femkantsram" som ännu används på de flesta (herr)cyklar.
Nästa förbättring av cykeln sägs tillkommit av ren kärlek. Det var en veterinär vid namn John Boyd Dunlop som ville att hans son skulle kunna cykla bekvämt på sin trehjuling i bakgården. År 1887 kom han på idén att fylla en slang med luft som nu kom att ersätta det tidigare kompakta gummihjulet. Dunlop försökte patentera sitt system 1888 utan lycka, då han missat att skotten Robert William Thomson redan 1847 erhållit patent för sitt "Aerial Wheel". Dessa var dock avsedda för hästdragna vagnar men patentets funktion var likvärdigt med Dunlops. Robert William Thomson lyckades dock aldrig med att producera en kommersiell version av sitt däck. Dunlops däck var dock limmade på hjulet, men 1891 konstruerade Édouard Michelin ett avtagbart däck så att man enkelt kunde byta slang (eller lappa den gamla) om man fick punktering.
Under 1890-talet fick cykeln allt mer det utseende vi är vana vid. Under andra halvan av 1890-talet blev cykeln mer eller mindre färdigutvecklad. Höghjulingarna försvann snabbt och ersattes av säkerhetscykeln och dess efterföljare.
På 1890-talet inträffade flera utvecklingssteg som ledde till expansion av cykelindustrin. Många idag existerande företag inom branschen härstammar från, eller har dragit nytta a,v denna expansiva period. I Sverige tillkom cykelmärkena Blixt, Crescent, Fram, King, Monark, Rex och Skogsstjärnan (Skeppshult).

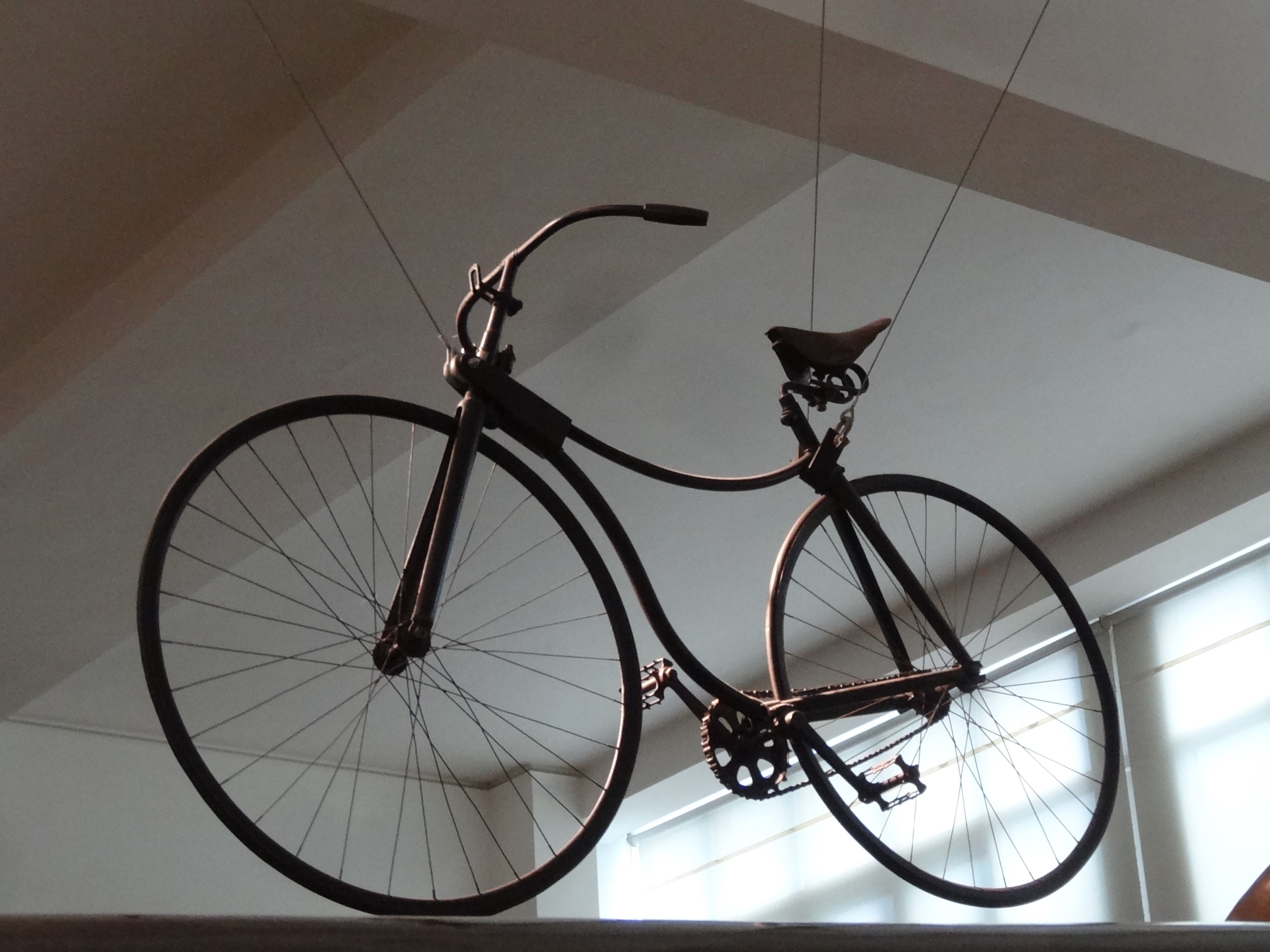
Rover II från 1885.
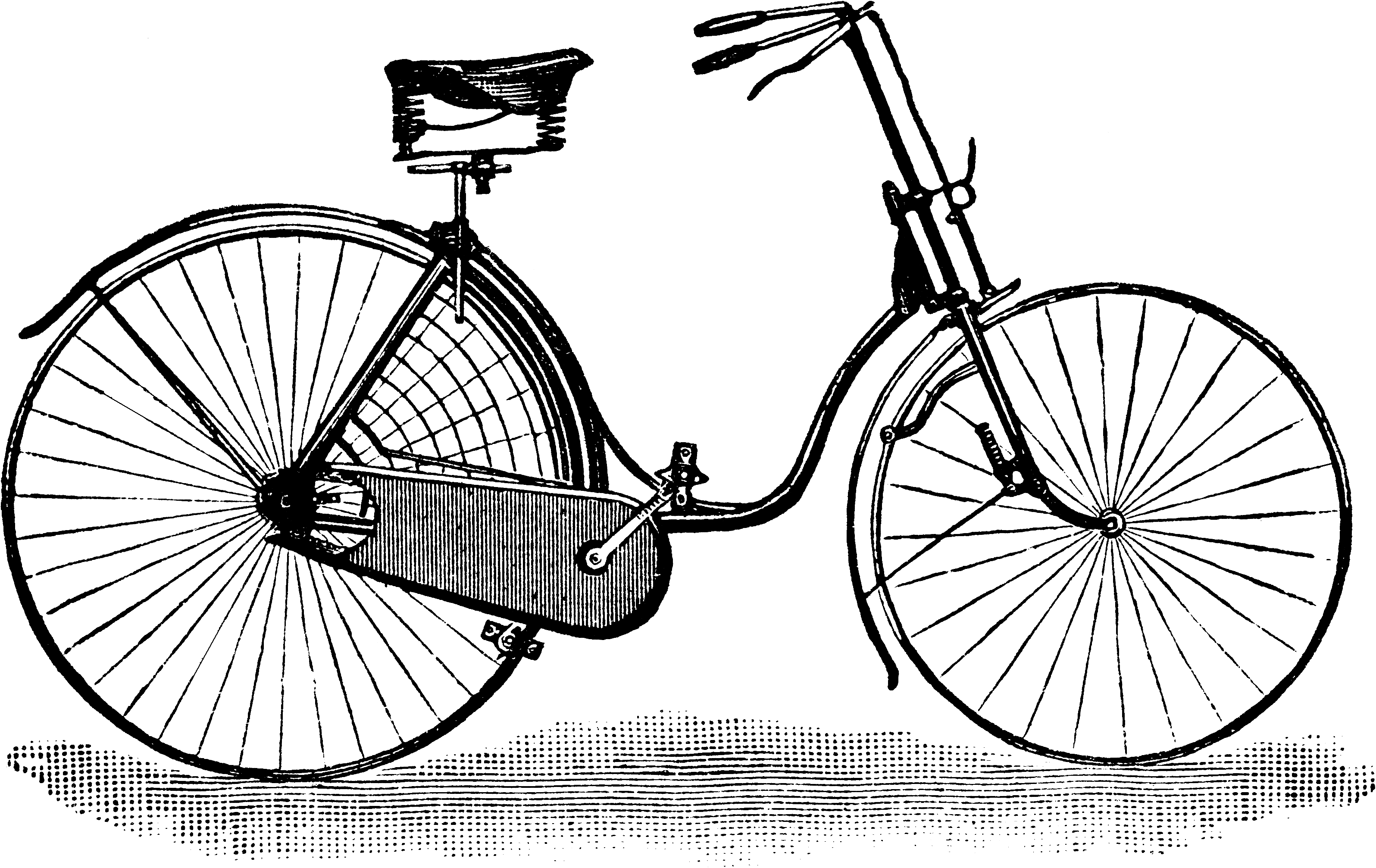
Damcykel, 1889. Notera kedjeskydd och stänkskärmar samt nätet over bakhjulet som skulle förhindra att de fladdrande kjolarna trasslade in sig eller smutsades ner. Notera även däckbromsen på framhjulet.
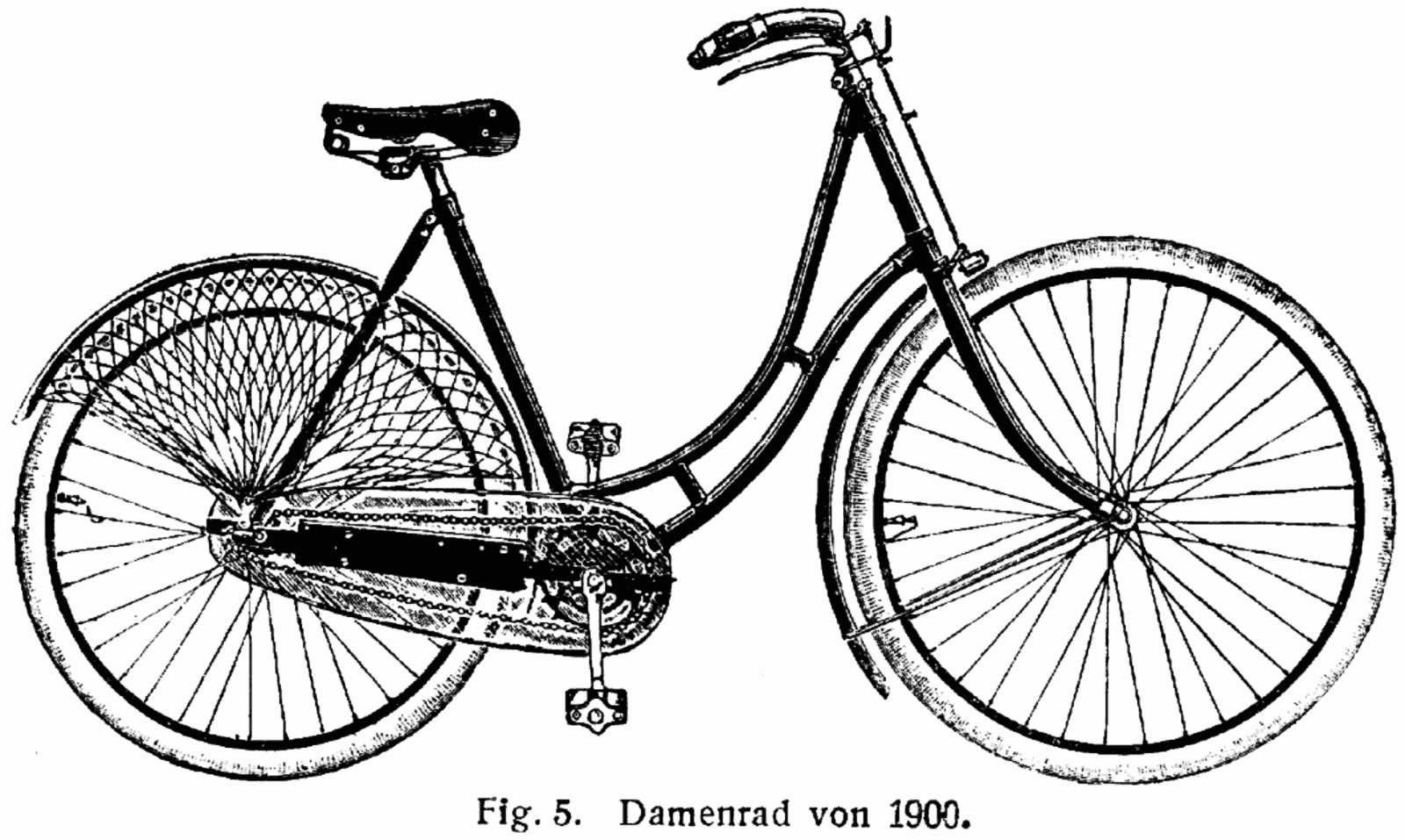
Damcykel, 1900. Även denna med kedjeskydd, stänkskärmar, kjolskydd och broms på framdäcket, men med en stabilare ram (som dock fortfarande var anpassad till kvinnors otympliga klädsel).
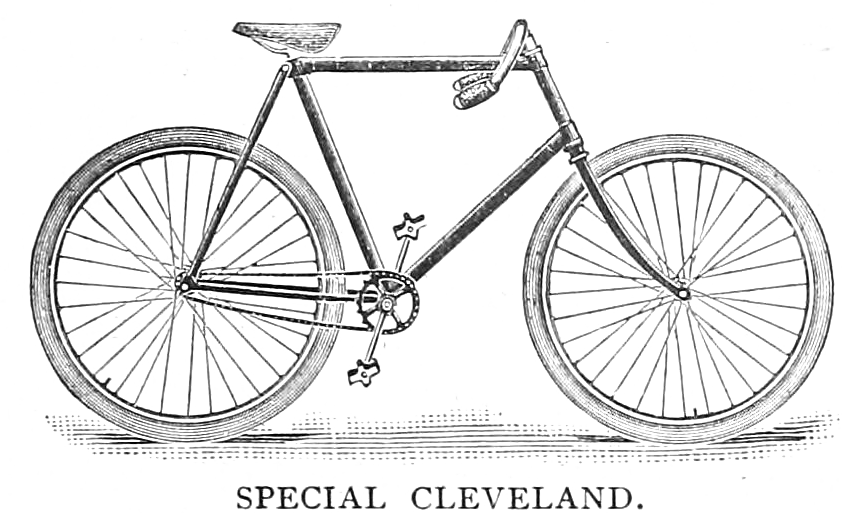
Herrcykel med femkantsram från 1895.
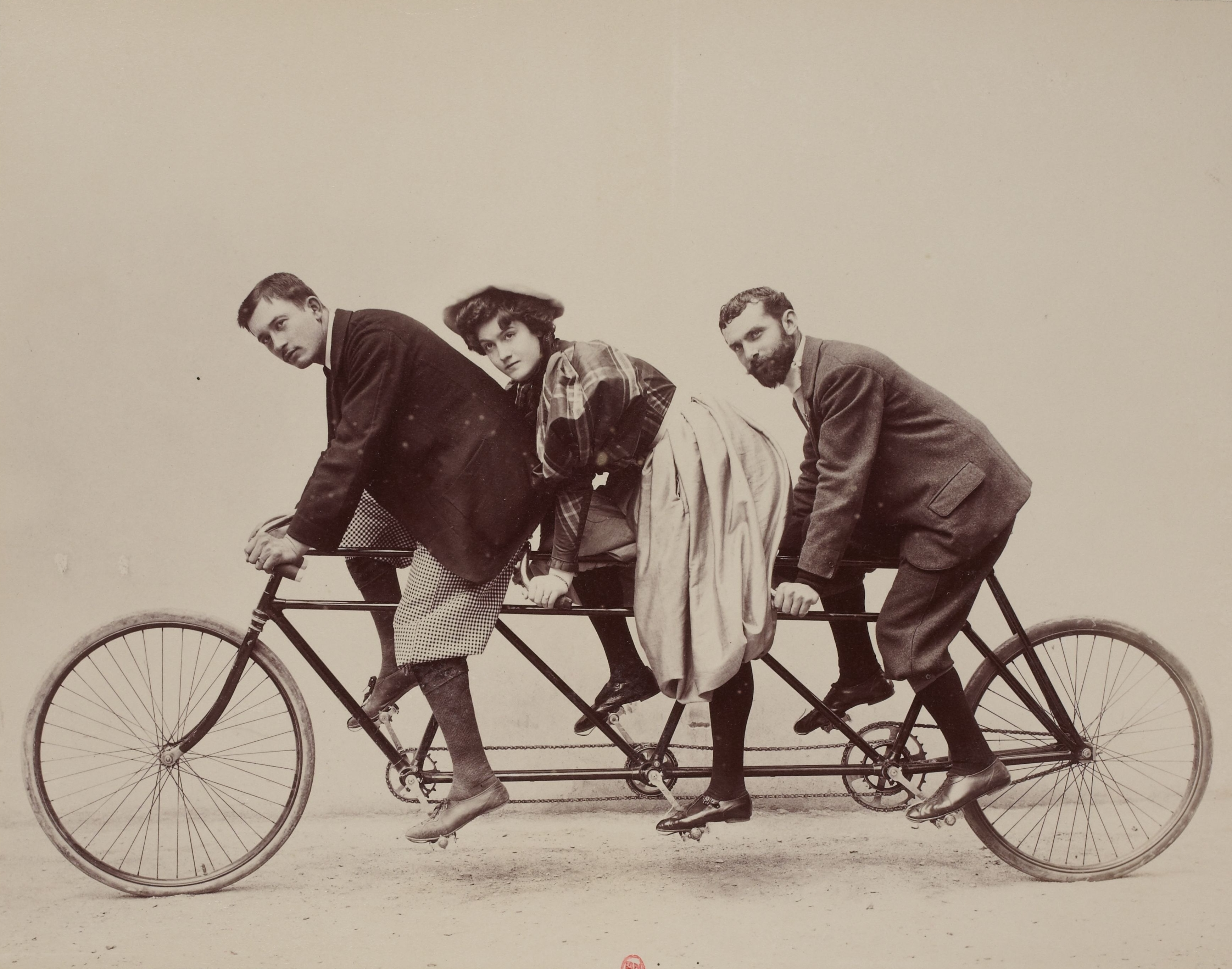
Tremannatandem från 1896. I mitten Mlle Lefebvre iklädd bloomers.
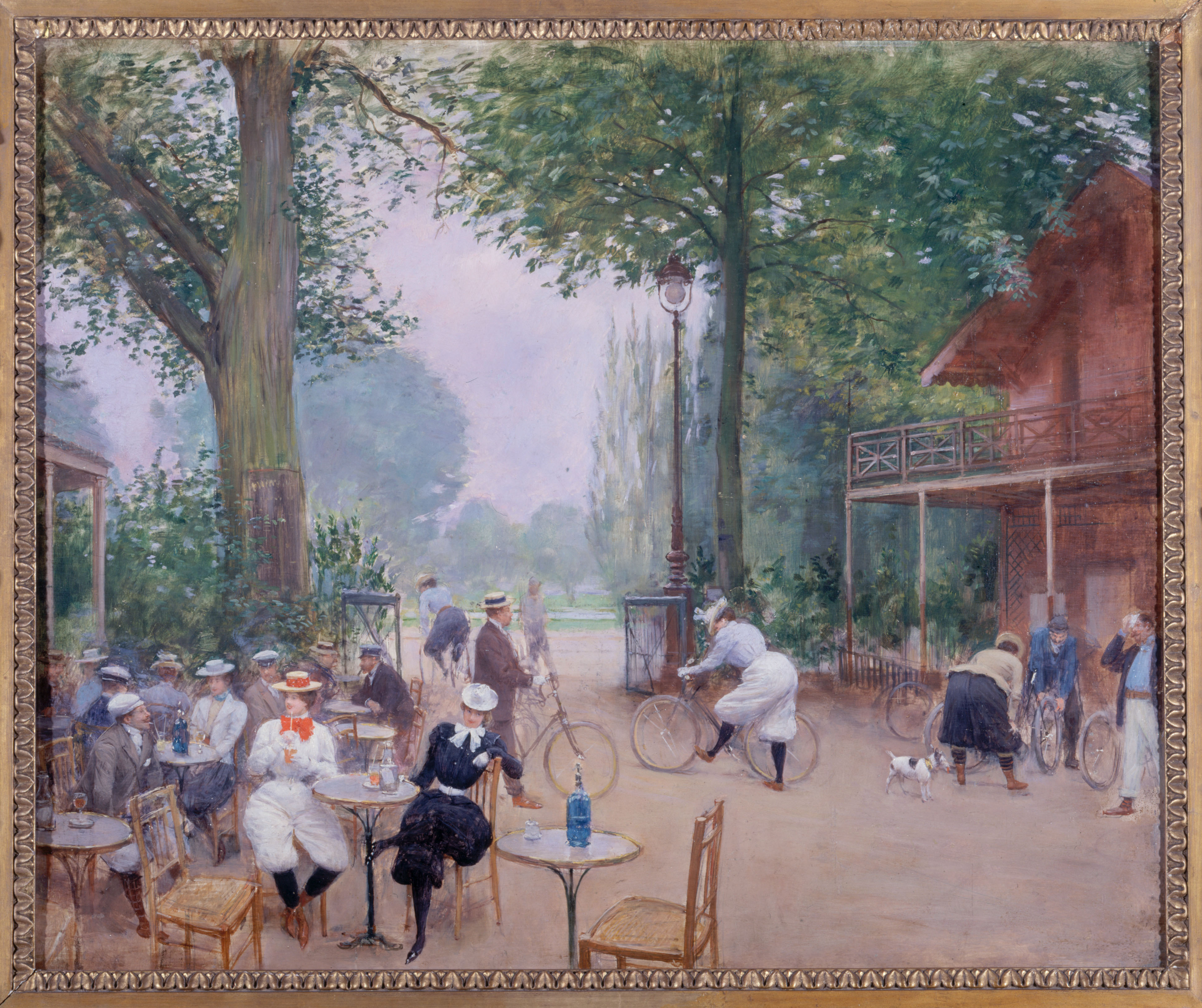
Le Chalet du Cycle au bois de Boulogne av Jean Béraud 1900.

### Liggcykel
I slutet av 1800-talet började liggcykeln utvecklas. Snart insåg cykelkonstruktörerna att det fanns fördelar med minskat luftmotstånd om cykeln gjordes för en förare i liggande ställning. År 1934 satte franska tvälingscyklisten Francis Faure timrekordet på en liggcykel utan kåpa. Cykeln förbjöds att använda på tävlingar av internationella cykelförbundet, UCI, året efter och liggcykeln har aldrig fått något större genombrott.

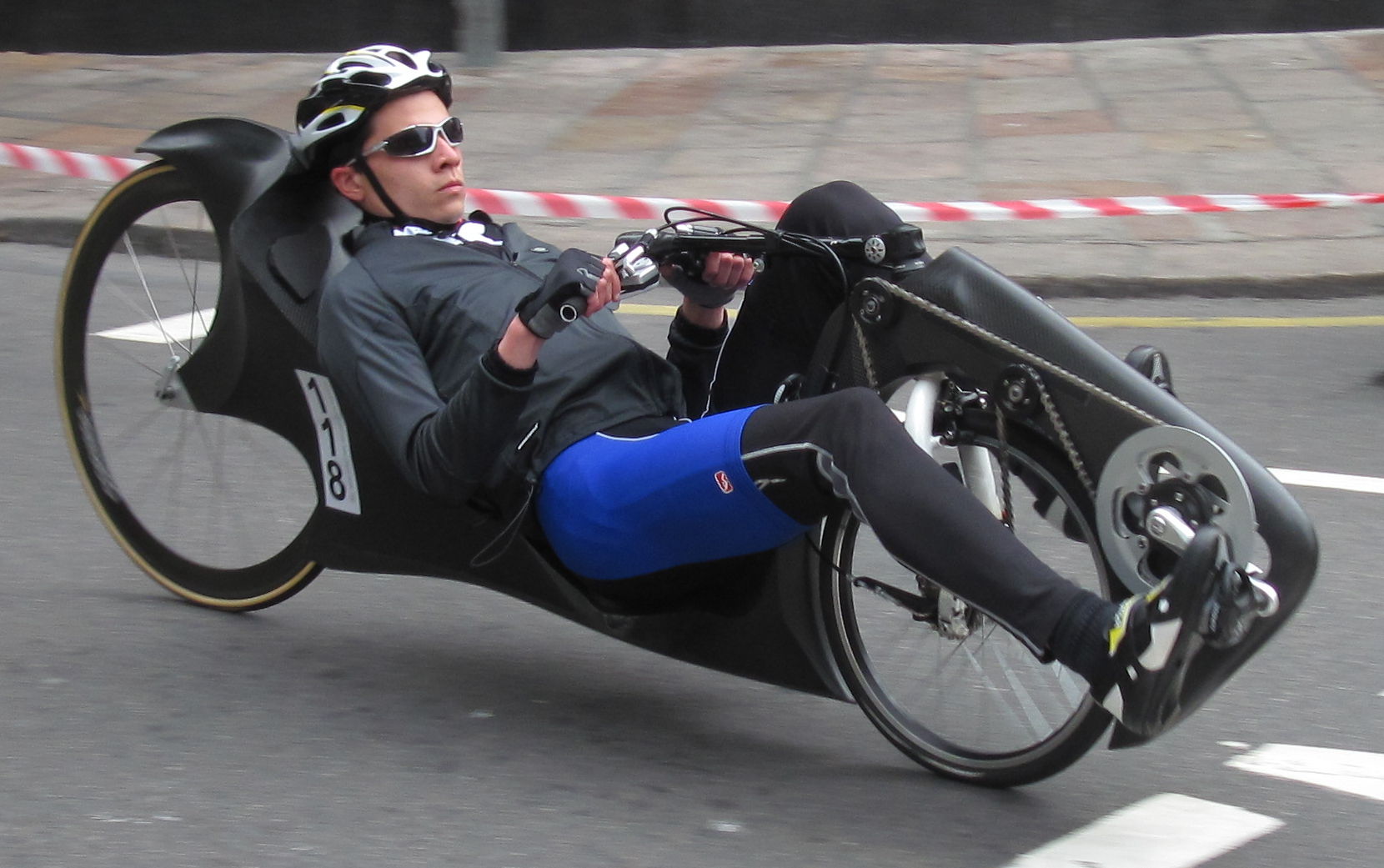
Cyklist på liggcykel.
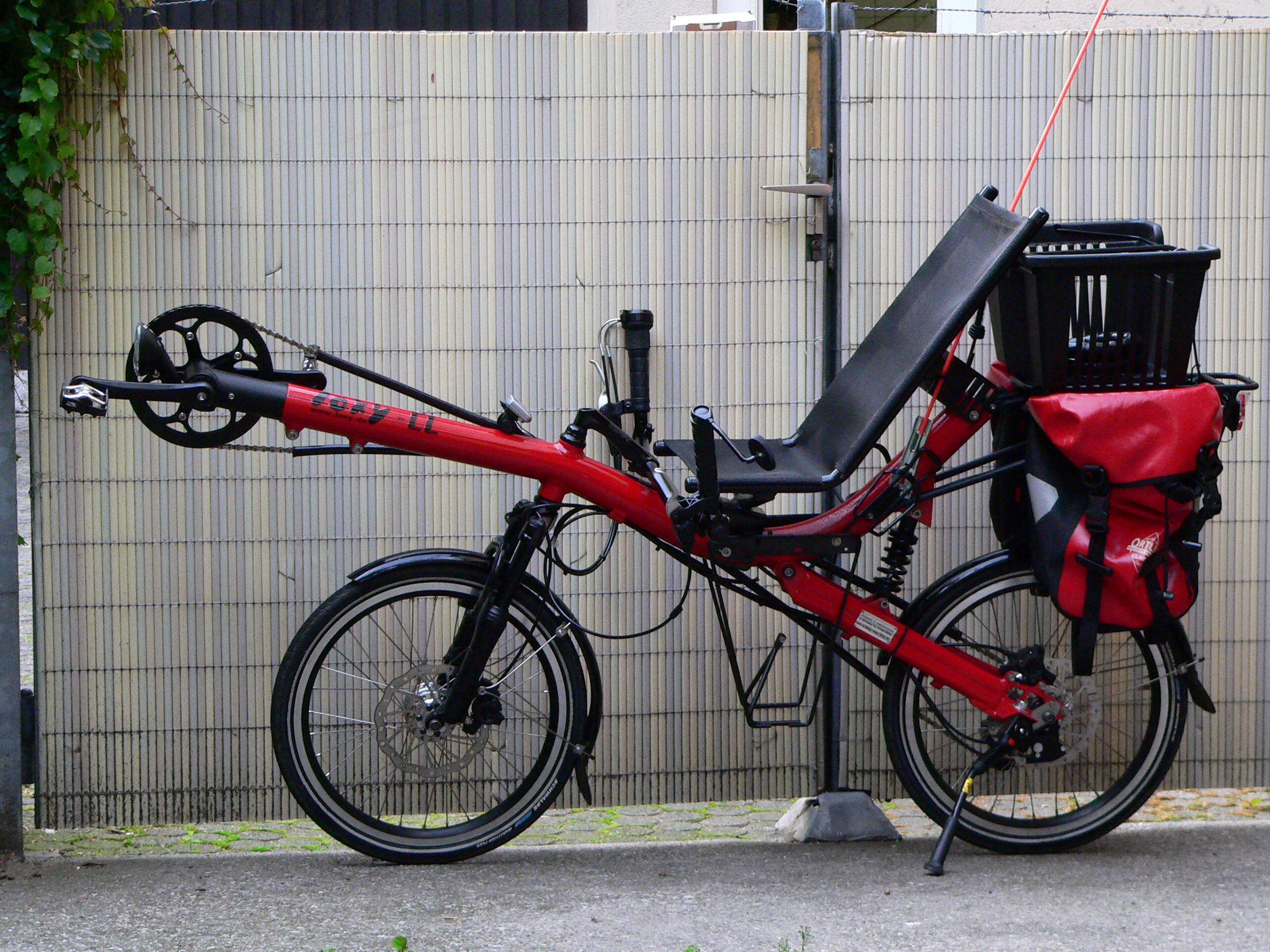
Modern kortliggcykel.
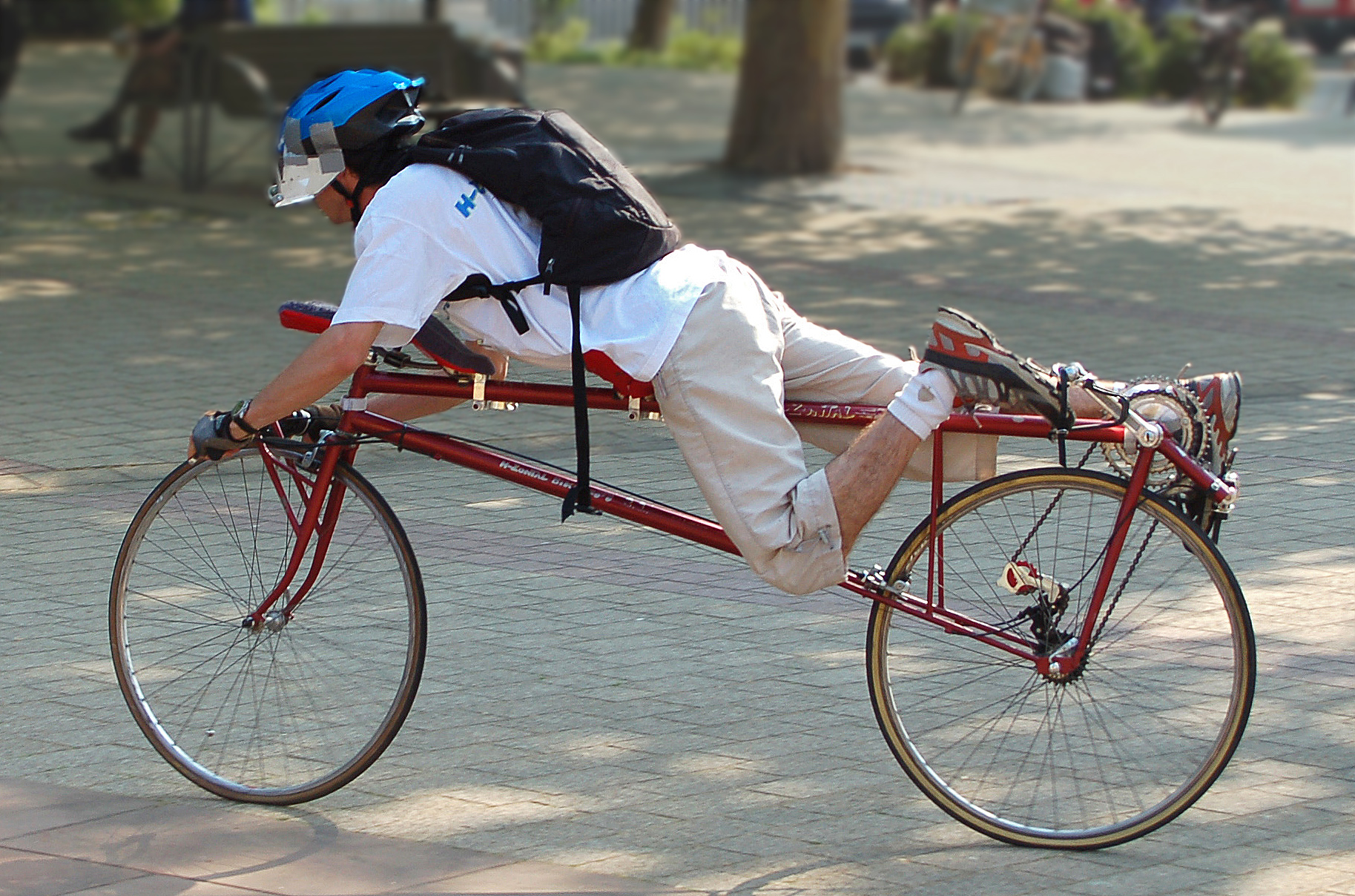
Cyklist på magliggcykel.

## Kulturhistoria

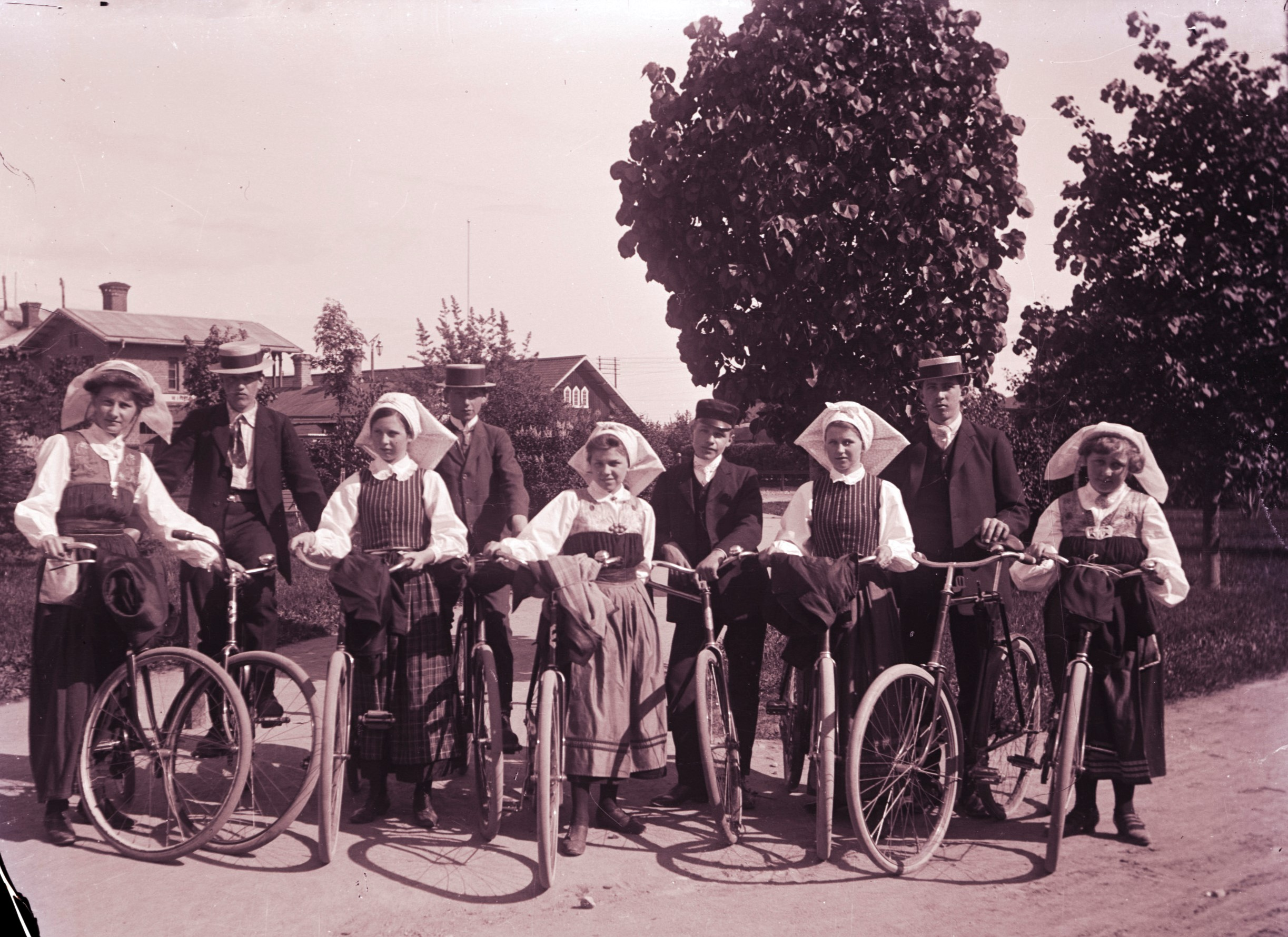
Cyklande kvinnor i Vingåkersdräkten, cirka 1910.

I cykelns barndom var det framförallt borgerliga män som cyklade. Cykeln blev därför under slutet av 1800-talet något av en statussymbol. Läkarkåren var dock skeptisk: Den fysisk krävande aktiviteten ansågs som farlig. Skakningarna misstänktes kunna leda till skador på de inre organen, framkalla hemorrojder eller nervrubbningar. Cyklisterna befarades också påverkas av "sexuella retningar". 
I början av 1900-talet spred sig cykeln som ett enkelt och billigt transportmedel, inte minst för människor i storstäder. Detta förändrades när bilismen ökade och städerna allt mer byggdes – eller byggdes om – för anpassning till bilismen.
Trots detta har cykelns popularitet ökat i flera länder. Detta har medfört att fler cykelvägar har byggts eller planeras att byggas i bland annat Stockholm.

### Frihet med cykeln
Under stora delar av cykelns historia har frihetsaspekten med cykeln varit central. Den har givit ökat räckvidd och därmed ökad livskvalitet för kvinnor, arbetare, ungdomar och för dem som inte hade råd med andra färdmedel.
Cykeln har beskrivits som ett medel för kvinnor att enkelt röra sig utanför sina hemorter och färdas till andra byar, städer och platser. Damcykelmodeller utvecklades, som möjliggjorde cykling också med lång kjol. Det utvecklades också kjolhållare, som skulle hålla kläderna på plats medan man cyklade. Vissa svenska cykelklubbar hade ursprungligen som regel att kvinnliga medlemmar bara fick cykla klädda i långa kjolar. Den första svenska velocipedkappryttarinnan var Annie Maggie Ohlsson, som deltog i en tävling mellan Uppsala och Gävle år 1892. Hon deltog på en herrcykel och bar herrkläder.

### Militär användning

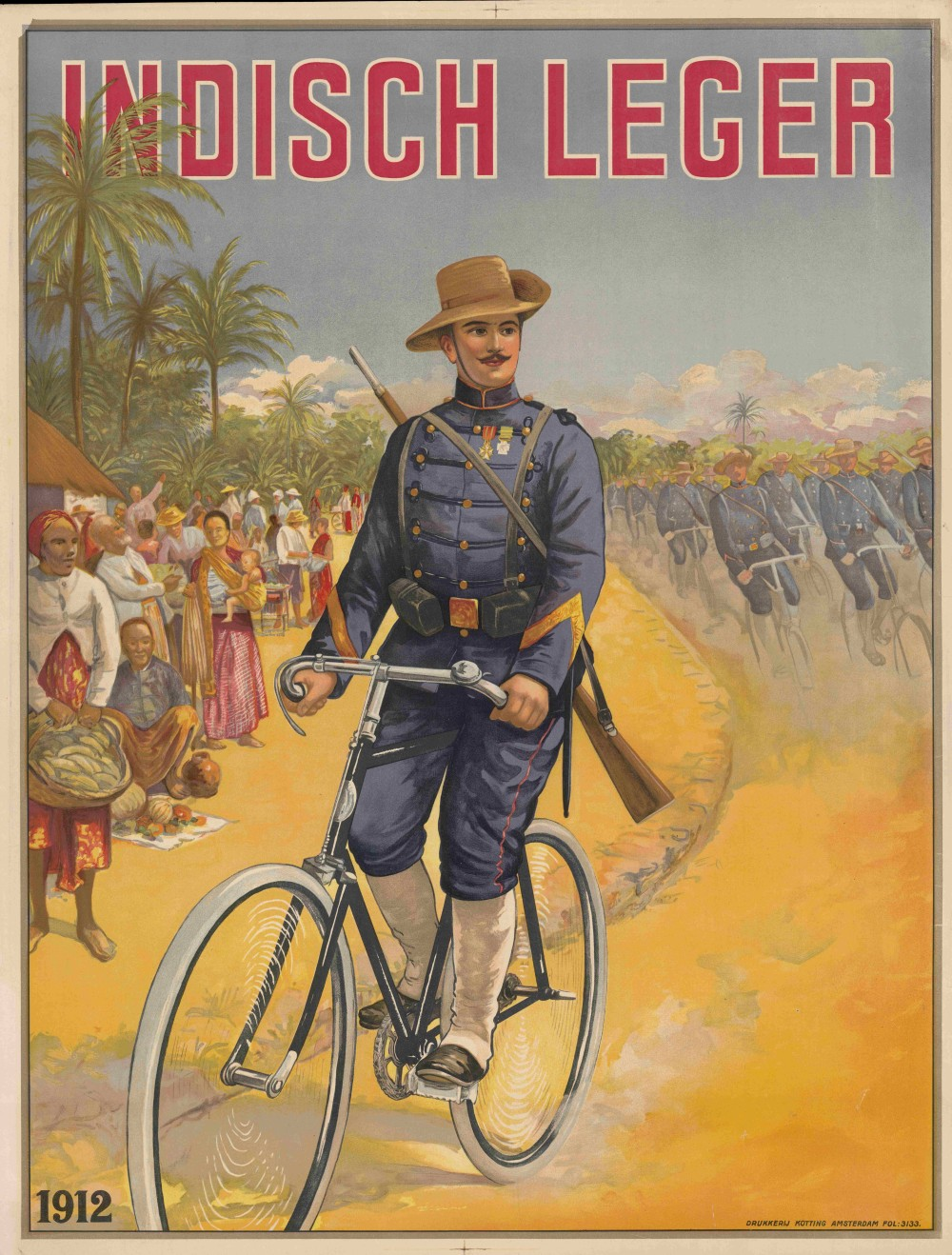
Rekryteringsaffisch för Kungliga Nederländska Ostindiens armé från 1912

Cykeln var länge ett viktigt militärt transportmedel. Cykeln är inte bara billig att tillverka jämfört med motorfordon. Den
kräver heller inte bränsle och ger samtidigt användarna träning och motion. Cykeln är dessutom ett tyst fordon, som inte avslöjar truppförflyttning genom buller eller avgaser, Cykelburna trupper kallades i Sverige cykelinfanteri. Cykelinfanteri användes under större delen av 1900-talet, i Sverige in på 1980-talet.
I Sverige användes under åren olika typer av militärcyklar. För trupptransporter kopplades flera cyklar kopplas ihop med rep och tolkades efter en traktor. Cyklar användes också som ambulanser för att bära sårade på en bår. Detta åstadkoms genom att en bår monterades mellan två cyklar på rad. Ena änden av båren fästes i den främre cykelns bakre pakethållare medan den andra fästes i den bakre cykelns ram. 
Förutom truppslag med cykel har cykeln även varit viktig för individuell transport. Den har använts vid spaningsuppdrag, för budgivning och som lastfordon. Till exempel spelade cykeln en viktig roll för nordvietnameserna under Vietnamkriget.